# Tutto tondo
Il tutto tondo è una tecnica scultorea che consiste nello scolpire una figura tridimensionale isolata nello spazio e che non presenta alcun piano di fondo; le sculture realizzate con questa tecnica sono chiamate rilievi totali o semplicemente sculture a tutto tondo.
Esempio di scultura a tutto tondo sono le statue poiché sviluppate in modo che si possano osservare da molti punti di vista, anche se alcuni artisti privilegiano un particolare punto di vista.
Uno tra i più grandi scultori classici di opere a tutto tondo fu Fidia.

## Significato linguistico
Il concetto di "tutto tondo" può essere anche espresso come una metafora, come per esempio «una visione a tutto tondo» di un certo argomento.

## Galleria d'immagini

Esempi di scultura a tutto tondo
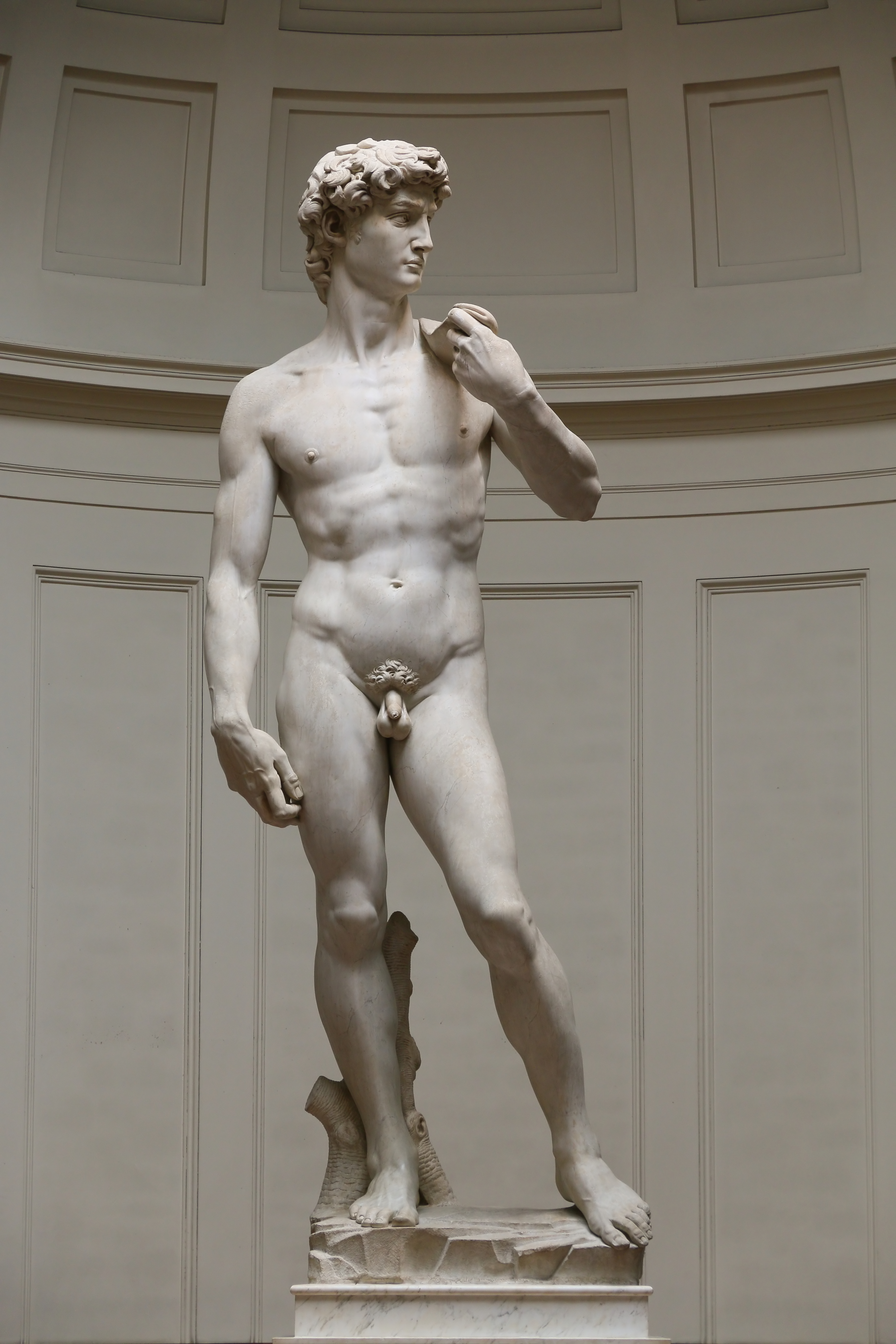
Il David di Michelangelo
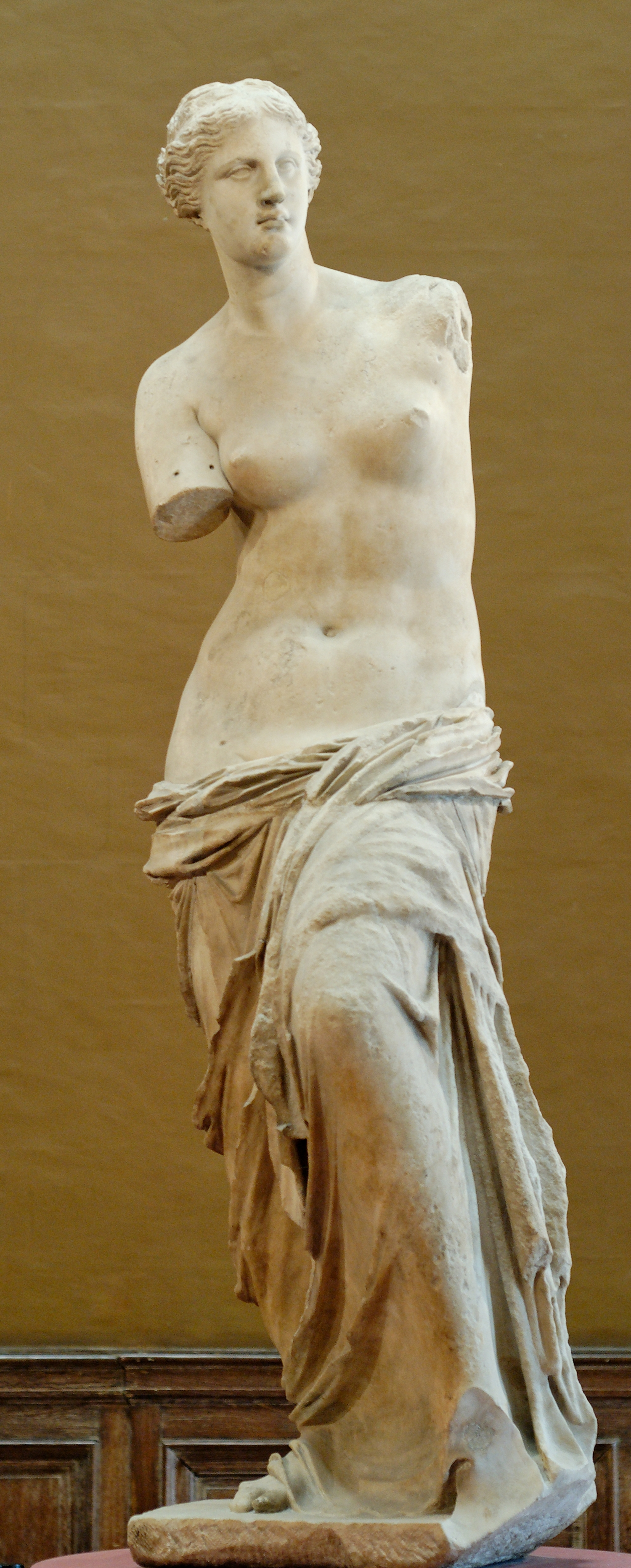
La Venere di Milo
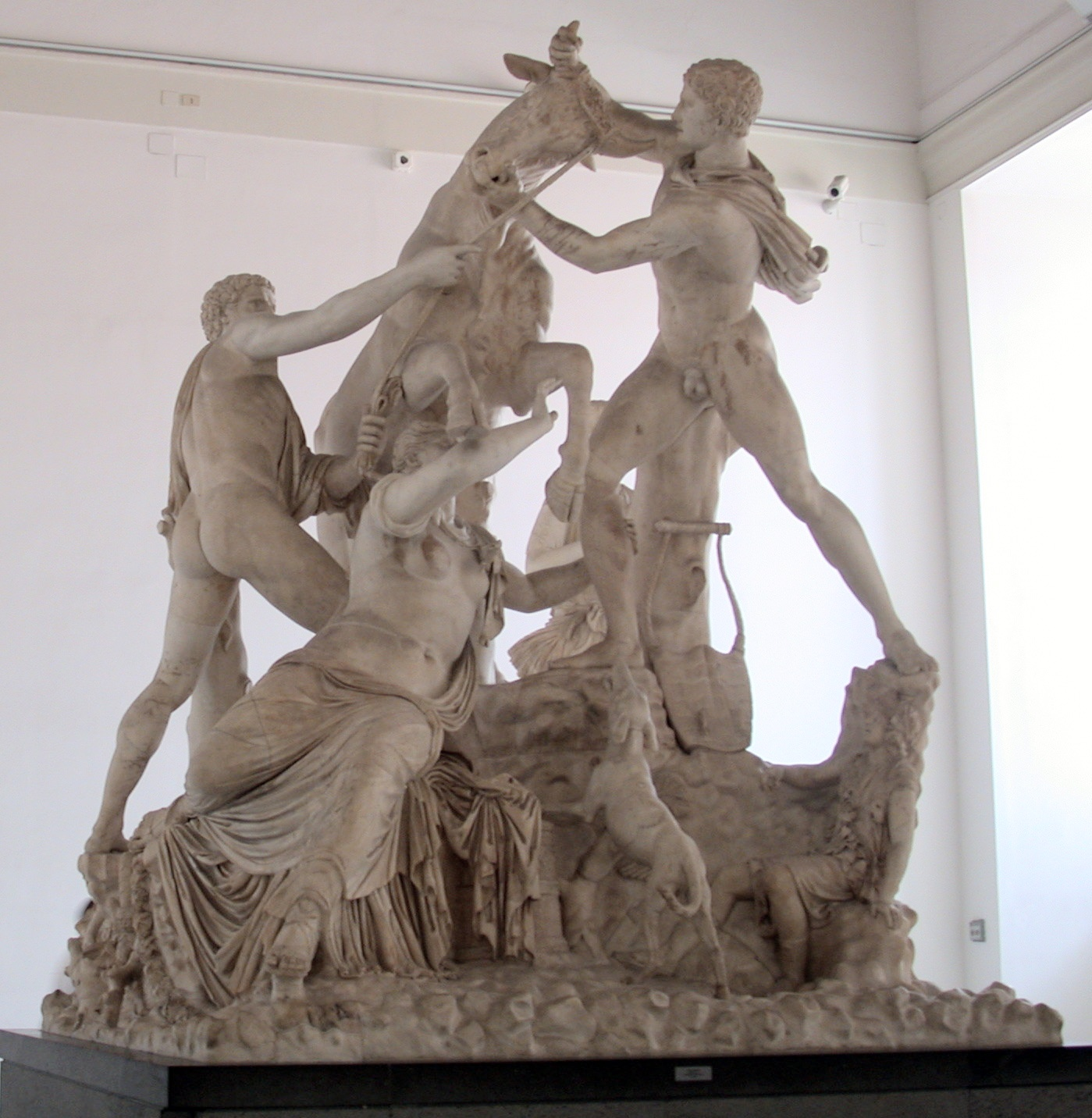
Il Toro Farnese
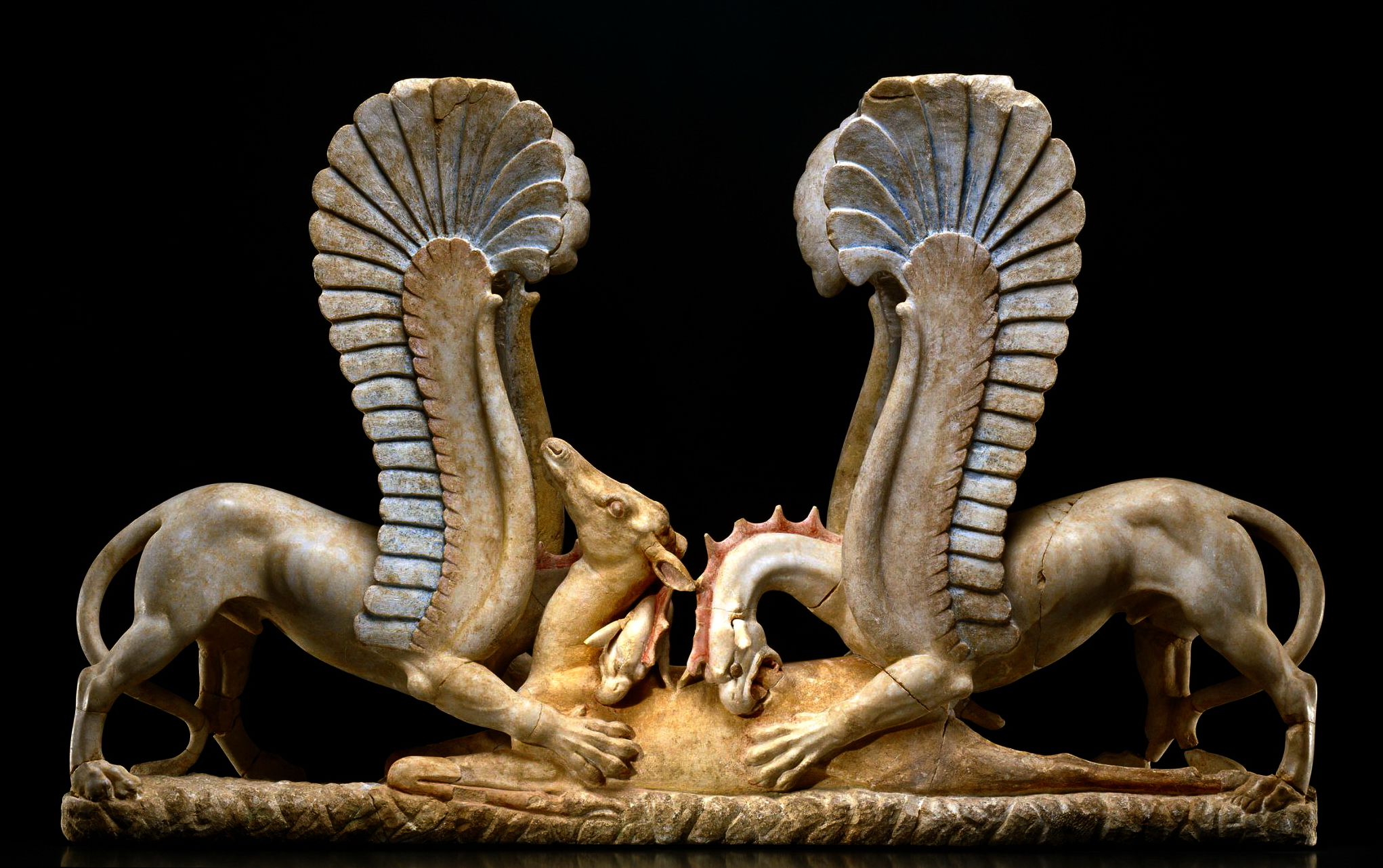
Trapezophoros di Ascoli Satriano